# Tickellia hodgsoni
El mosquitero picoancho (Tickellia hodgsoni) es una especie de ave paseriforme de la familia Cettiidae propia de las montañas del sureste de Asia. Es la única espeicie del género  Tickellia. Anteriormente se clasificaba en la familia Sylviidae.

## Distribución y hábitat
Se encuentra en los bosques húmedos de montaña del Himalaya oriental, la cordillera Arakan y la cordillera Annamita, distribuido por Bután, el sur de China, noroeste de la India, Laos, Birmania, Nepal y Vietnam. 